# Anastrepha amita
Anastrepha amita
 es una especie de insecto díptero que Zucchi describió científicamente por primera vez en 1979. Esta especie pertenece al género Anastrepha de la familia Tephritidae. 